# Under Fire (videojuego)
Under Fire es un videojuego del género pistola de luz, desarrollado por Taito Corporation y lanzado en 1993 solamente para Arcade. El juego es muy parecido a Lethal Enforcers en cuanto a su jugabilidad, controles y al uso de sprites digitalizados, tanto para los escenarios, como los enemigos e inocentes. El juego no ha tenido mucha popularidad, y además, que no fue llevado a ordenadores ni consolas caseras, ni ha tenido secuelas. 

## Jugabilidad
Básicamente, el objetivo del juego es finalizar cada nivel, eliminando a los criminales, y evitar disparar a los inocentes, ya que se perderá una fracción de vida por ello.